# Fabricio Fuentes
Fabricio Fabio Fuentes (Río Cuarto, 13 ottobre 1976) è un ex calciatore argentino, di ruolo difensore.

## Caratteristiche tecniche
Giocava come difensore centrale.